# ビタブリッドC
ビタブリッドC（Vitabrid C）は、活性ビタミンCを主成分に、生体親和型ミネラル成分を特許を取得したバイオ融合技術によりハイブリッドさせた新物質からなるVC製剤。

## 概要
ビタブリッドCは、2003年に韓国梨花女子大学教授・崔珍鎬(チェ・ジンホ)により開発された成分である「ハイブリッドビタミンC」を応用し、2013年12月に本社を慶尚北道に置く、現代バイオサイエンス株式会社（旧・北道現代IBT株式会社）により、韓国で商品化されたビタミンCパウダーである。「ハイブリッドビタミンC」は、ビタミンCとLDH（無機二重層水酸化物）というミネラル成分とを特許取得済のミネラル層状構造に純粋なビタミンCを保管するバイオ融合技術により、ハイブリッドさせた新物質で、これまで皮膚への浸透が困難とされていた純粋ビタミンCを壊さず守りながら12時間にわたり、皮膚組織の角質層までに安定的かつ継続的に浸透させることを可能とした。
ビタミンCには、抗酸化物質としての働きで抗老化を初め、美白・美肌・抗シワ効果、コラーゲン生成、毛細血管を増強し毛母細胞の分裂を促す作用などがあるが、ビタミンCは経口摂取しても頭皮など必要な箇所にはほとんど届かない性質があった。また、水、熱で酸化しやすく、直接塗布も効果がないとされてきたが、ハイブリッド技術で頭皮へのビタミンCの12時間浸透を可能にした。日本では、2014年にビタブリッドジャパンにより商品化され、その後、北海道薬科大学とビタブリッドジャパンの共同研究において効果実証が行われた。2015年7月には、同製剤に「浸透型ビタミンC誘導体」APPSと同等の美白効果と頭皮角栓除去効果があることが同社と県立広島大学名誉教授・三羽信比古の共同研究によって確認された。
日本、アメリカ、韓国、中国、豪州、EUで特許登録を終え、国際化粧品原料資料集(ICID)に搭載され、国際的に安全性が認められている。ビタブリッドCはハイブリッド化技術によって安定化、継続化、浸透化を12時間実現させたが、この技術が適用されているバイオ融合技術は2001年に米国化学会誌(JACS)にて、世界有望8大技術に選定されたほか、科学誌「ネイチャー」のハイライトに掲載された。2018年7月にはVitabrid（ビタブリッド）Cシリーズの製品2種類がアメリカのヘアー専門プラットホームサイト『NaturallyCurly.com』における“Editor’s Choice Beauty Awards 2018”にて、” Most Innovative Product or Tool（最も革命的な商品）賞”と“Best Shampoo（ベストシャンプー）賞”に選定されている。
ビタミンCはヒト必須ビタミンとして医薬品、機能性食品はもとより、化粧品などでも広く使用されているが、北海道薬科大学若命浩二准教授  らによるマウスを使った動物実験や、同大学松岡黎治らによる人体への塗布試験などにより、育毛の促進やアトピー性皮膚炎に対して副作用なく改善傾向が見られた。

## 臨床試験
北海道薬科大学にて、軽度から中度のアトピー性皮膚炎の被験者5例に対して、VC製剤を8週間連続塗布し、0週、4週、8週の計3回、患部目視判定、写真撮影、経表皮水分蒸散量、VASアンケートの実施での使用前後についての比較を行った結果、副作用はなくVASは全体的に改善傾向にあり、特に「赤み」は有意差があり、2名の被験者に、経皮水分蒸散量の抑制に有意差が確認された。

## マウスによる動物実験
北海道薬科大学にて、ビタミンC合成不全マウスを使った実験で、ビタミンC経口投与群、ビタミンC塗布群ではビタミンC非投与群との比較で育毛の促進が目視的に観察された。また、ビタミンC経口投与群、ビタミンC塗布群の皮膚組織では皮膚上皮と毛根周囲にビタミンC非投与群と比較して蛍光染色された17型コラーゲンが多く観察された。さらに、組織から抽出した17型コラーゲンのmRNA量は、ビタミンC非投与群では他の群よりも有意に低値であった。これらの結果から、ビタミンC不足によってビタミンC合成不全マウスの育毛の速度が遅くなっている可能性が示唆された。

## ヒト色素細胞を使った試験
県立広島大学名誉教授・三羽信比古らがヒト色素細胞を使った試験で、同素材を添加して紫外線A波を照射したところ、メラニン生成が抑制され、その効果は進化型ともいわれる水溶性ビタミンC誘導体を約15％上回った。ヒトの頭皮に同素材を塗布し角栓量を調べた実験では、1時間半後に角栓が約20-25%減少。三羽はその作用機序について、ビタミンCが継続して抗酸化作用を示し、新たな角栓の生成を抑えたことが考えられると説明した。

## 商品化
商品としてシリーズ化され、韓国では5か月間で95万本を売り上げた。日本では2014年6月に発売され、2021年7月時点でシリーズ累計販売個数が500万個を突破。美顔製品は女性誌4誌のベストコスメ企画で当該部門第1位に選ばれたほか、世界的な美容博覧会であるコスモプロフ（北米)2016では「次の流行を作る」トレンドセッターを受賞。育毛製品とボディ用製品はモンドセレクションにて2年連続「最高金賞」（2016年・2017年）を受賞するなどした。